# Black Science (альбом)
Black Science — альбом проекта Гизера Батлера GZR (на этом альбоме, именуемый как Geezer). Оригинальный диск выпущен 1 июля 1997. Изображение на обложке интерпретирует название старой песни Black Sabbath, «Hand of Doom».

## Список композиций
Авторы музыки и текстов — Geezer/Pedro/Clark
1. «Man In A Suitcase» — 4:09
2. «Box of Six» — 3:53
3. «Mysterons» — 5:36
4. «Justified» — 4:05
5. «Department S» — 4:45
6. «Area Code 51» — 4:48
7. «Has To Be» — 3:29
8. «Number 5» — 5:04
9. «Among The Cybermen» — 4:43
10. «Unspeakable Elvis» — 3:47
11. «Xodiak» — 3:34
12. «Northern Wisdom» — 3:46
13. «Trinity Road» — 3:26
14. «Beach Skeleton» (только японское издание)

## Участники записи
- Гизер Батлер — бас-гитара и клавишные
- Pedro Howse — гитара
- Clark Brown — вокал
- Дин Кастроново — ударные